# Alejandro Kruchowski
Alejandro Matías Kruchowski (ur. 20 stycznia 1983 w Buenos Aires) – argentyński piłkarz polskiego pochodzenia.

## Kariera
Kruchowski rozpoczął swoją karierę w jednym z najbardziej popularnych zespołów w argentyńskiej lidze w klubie River Plate. W 2004 roku przeszedł do Querétaro FC z Primera División Mexicana, a następnie do argentyńskiego Atlanta.
W 2006 r. Kruchowski był wolnym zawodnikiem, ale w 2007 roku podpisał kontrakt z argentyńskim klubem Sol de América Formosa, następnie w 2008 roku przeszedł do chilijskiego zespołu Santiago Morning, w swoim pierwszym sezonie rozegrał 16 spotkań i zdobył 2 bramki.
W 2010 r. Kruchowski dołączył do rumuńskiego Astra Ploiești, po sześciu miesiącach przeniósł się do Cobreloa.